# Періодичний стан
Періодичний стан — це такий стан ланцюга Маркова, який ланцюг відвідує тільки через проміжки часу, кратні фіксованому числу.

## Період стану
Нехай дано однорідний ланцюг Маркова з дискретним часом {\displaystyle \{X_{n}\}_{n\geq 0}} з матрицею перехідних ймовірностей {\displaystyle P}. Зокрема, для будь-якого {\displaystyle n\in \mathbb {N} }, матриця {\displaystyle P^{n}=\left(p_{ij}^{(n)}\right)} є матрицею перехідних ймовірностей {\displaystyle n} кроків. Розглянемо послідовність {\displaystyle p_{jj}^{(n)},\,n\in \mathbb {N} }. Число
{\displaystyle d(j)=\gcd \left(n\in \mathbb {N} \mid p_{jj}^{(n)}>0\right)},
де {\displaystyle \gcd } позначає найбільший спільний дільник, називається періодом стану {\displaystyle j}.

## Зауваження
Таким чином, період стану {\displaystyle j} дорівнює {\displaystyle d(j)}, якщо з того, що {\displaystyle p_{jj}^{(n)}>0} випливає, що {\displaystyle n} ділиться на {\displaystyle d(j)}.

## Періодичні стани і ланцюги
- Якщо {\displaystyle d(j)>1}, то стан {\displaystyle j} називається періодичним. Якщо {\displaystyle d(j)=1}, то стан {\displaystyle j} називається аперіодичним.

- Періоди сполучених станів збігаються::

{\displaystyle (i\leftrightarrow j)\Rightarrow (d(i)=d(j))}.
Таким чином, період будь-якого нерозкладного класу ланцюга Маркова визначений і дорівнює періоду будь-якого свого представника. Відповідно, класи поділяються на періодичні та аперіодичні.
- Якщо ланцюг Маркова нерозкладний, то періоди всіх його станів збігаються і спільне значення, якого вони набувають, називається періодом ланцюга. Ланцюг називається періодичним, якщо його період більше одиниці, і аперіодичним у протилежному випадку.